# Sundamomum paucifolium
Sundamomum paucifolium là một loài thực vật có hoa trong họ Gừng. Loài này được Rosemary Margaret Smith mô tả khoa học đầu tiên năm 1985 dưới danh pháp Amomum paucifolium (in lỗi thành 'paucifloium' không có nghĩa, trong khi tính từ đúng là 'paucifolium' nghĩa là ít lá). Năm 2018, Axel Dalberg Poulsen và Mark Fleming Newman chuyển nó sang chi mới được mô tả là Sundamomum.

## Phân bố
Plants of the World Online cho rằng loài này có ở Borneo (Sarawak).